# 皮伊
49°52′8″N 31°7′30″E / 49.86889°N 31.12500°E
皮伊（烏克蘭語：Пії）是位於烏克蘭北部的村莊，由基辅州奧布希夫區的勒日希夫市鎮負責管轄。該村始建於1600年，面積20.7平方公里，海拔高度191米，2001年人口1,147，人口密度每平方公里55.3人。